# Chasselay, Rhône
Chasselay är en kommun i departementet Rhône i regionen Auvergne-Rhône-Alpes i östra Frankrike. Kommunen ligger i kantonen Limonest som tillhör arrondissementet Lyon. År 2022 hade Chasselay 2 901 invånare.

## Befolkningsutveckling
Antalet invånare i kommunen Chasselay
| Referens: INSEE |